# Helminthosporiomyces cerradensis
Helminthosporiomyces cerradensis — вид грибів, що належить до монотипового роду  Helminthosporiomyces.